# Friedrich Rötschke

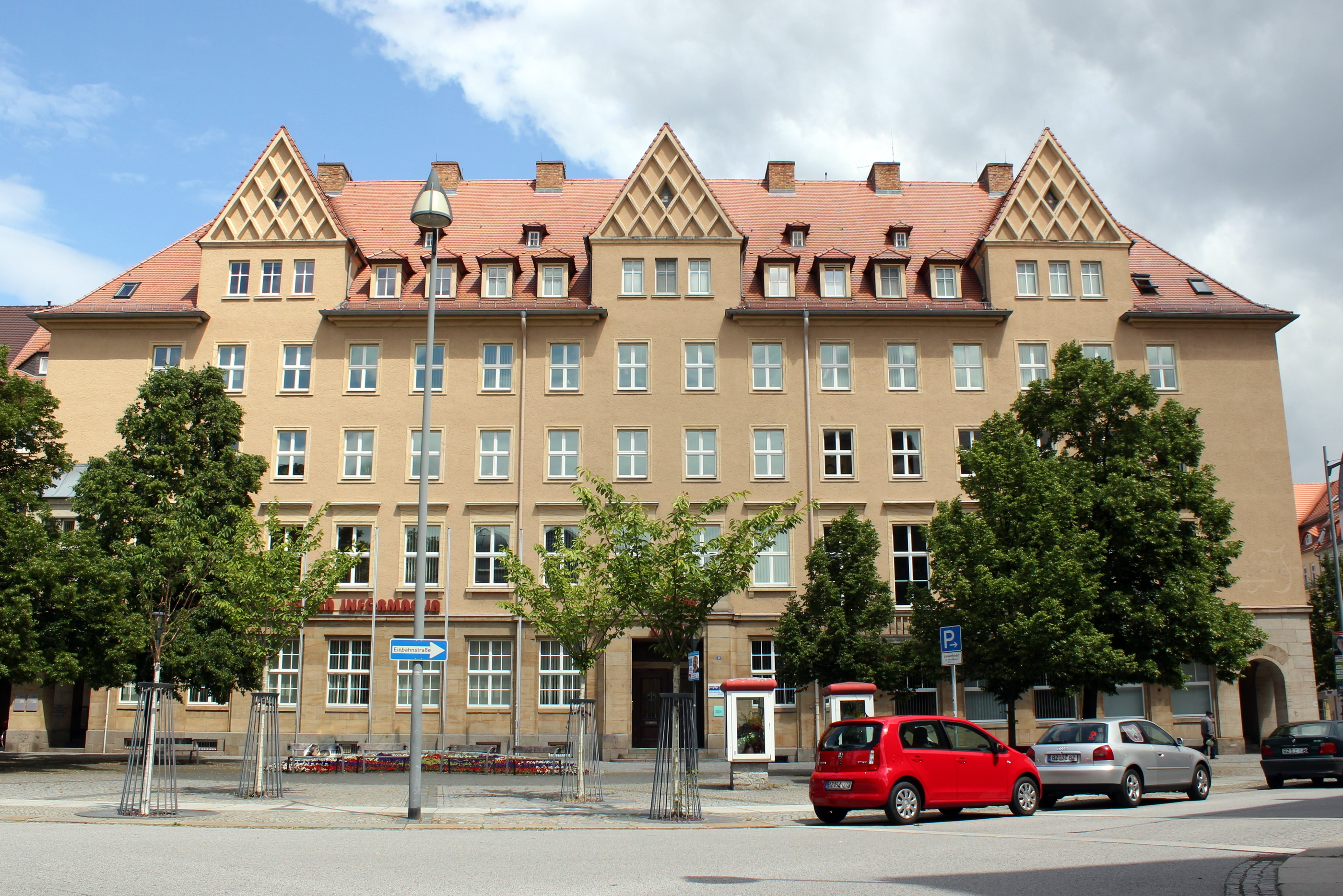
Haus der Sorben (Serbski dom) – Sitz der Domowina am Bautzener Postplatz

Friedrich Rötschke (* 23. Juni 1891 in Bautzen; † 30. Juli 1969 in Radebeul) war ein deutscher Architekt.

## Leben und Wirken

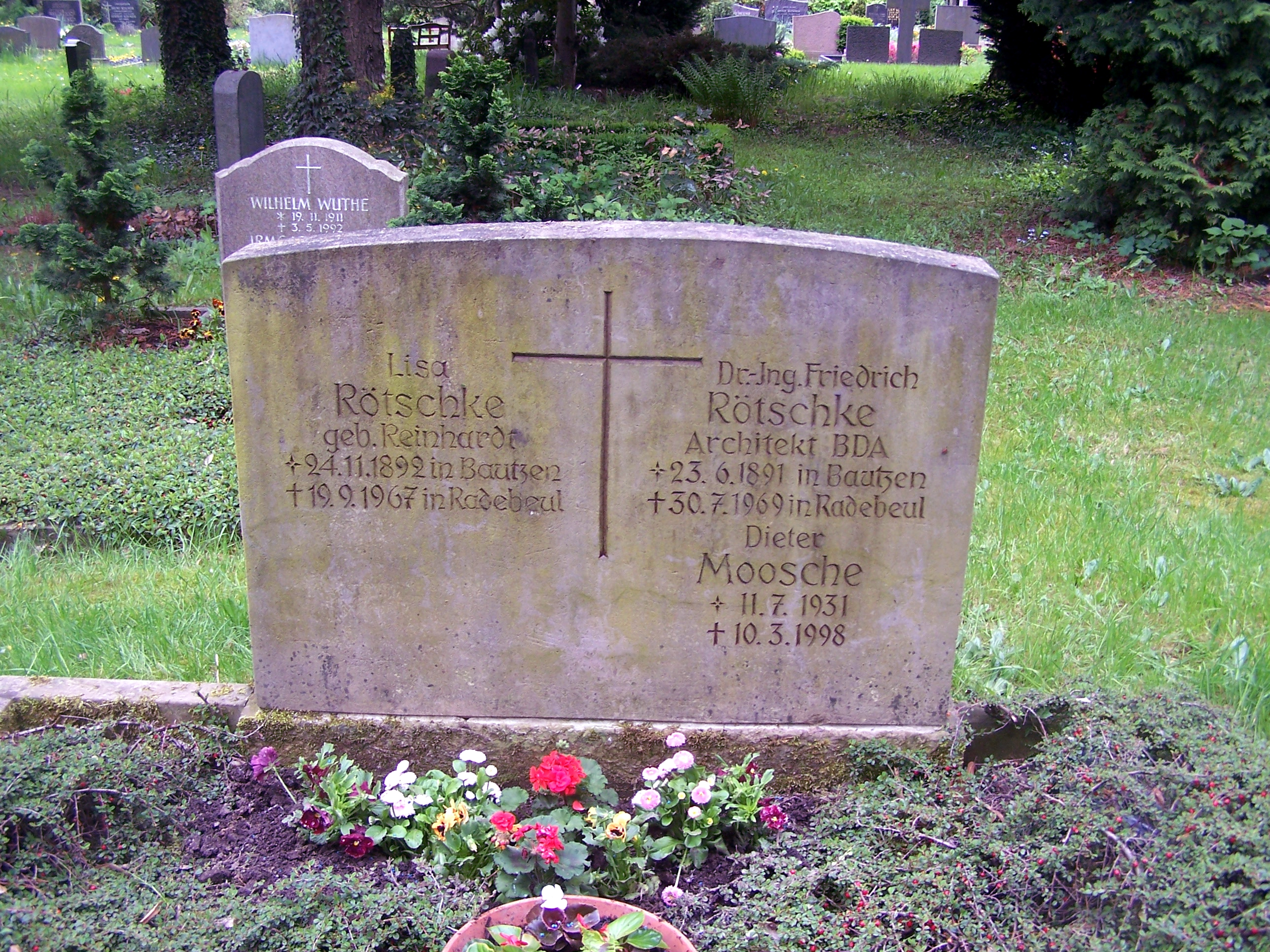
Grabstelle auf dem Friedhof Radebeul-Ost

Rötschke studierte zunächst an der Eidgenössischen Technischen Hochschule Zürich und promovierte 1931 an der Technischen Hochschule Dresden bei Emil Högg. Im Anschluss daran betrieben beide das gemeinsame Architekturbüro Högg & Rötschke, zu dessen ersten ausgeführten Bauten das Wohnhaus von Rötschke in Radebeul gehörte. Rötschke wurde das gesamte Bauwesen der Sächsischen Werke übertragen.
Während seines Studiums wurde er 1911 Mitglied der Sängerschaft Erato Dresden.
Rötschkes Grabstelle befindet sich auf dem Friedhof Radebeul-Ost.

## Werk

### Bauten (Auszug)
- 1931–1932: Umgestaltung der Inneneinrichtung des Dom St. Marien zu Wurzen (mit Emil Högg).
- 1932: Braunkohle- und Großkraftwerk Böhlen für die Sächsische Werke AG, Zusammenarbeit mit Oskar Pusch.[3][4]
- vor 1932: Brikettverladebunker in Hirschfelde.[4][5]
- vor 1932: Einlaufbau Pumpspeicherwerk Niederwartha.[4][5]
- 1932: Umgestaltung des Domes von Wurzen, Zusammenarbeit mit Emil Högg.[6]
- 1932/1933: Wohnhaus Friedrich Rötschke in Radebeul, Hoflößnitzstraße 15 (mit Emil Högg).
- um 1935: Diakonissen-Mutterhaus in Eisenach, Nikolaistraße (mit Emil Högg).
- 1937: Anbau ans Wirtschaftsgebäude der Molkerei Finkenfangstraße 18, Flurstück 159, Dresden, Bauherr: Molkereibesitzer Hermann Meyer, Zusammenarbeit mit Emil Högg.[7]
- 1937: Einfamilienhaus, Heideparkstraße 1a, Dresden, Zusammenarbeit mit Emil Högg.[8]
- ab 1947: Haus der Sorben in Bautzen, Postplatz.[1]
- Renovierung der Stadtapotheke in Bautzen.[1]

### Schriften
- Die Festung Dresden wird offene Stadt. Ein Beitrag zur städtebaulichen Entwicklungsgeschichte Dresdens. Dissertation, Technische Hochschule Dresden, 1931.